# 陈能
陈能，字大用，湖廣華容縣人，明朝政治人物。进士出身。

## 生平
正德九年（1514年）甲戌科進士。授刑部主事，晋员外郎，奉命恤刑。升郎中。嘉靖元年（1522年）任福建延平府知府，设立大田县。以平定尤溪县山贼邓旺五等功，嘉靖六年（1527年）三月升广西右参政，管田州府事，与左布政使嚴紘不合，弃职还籍。十三年九月坐建昌侯张延龄事被逮下法司讯问，被革职为民。